# Concinnia sokosoma
Espèce
Synonymes
- Eulamprus sokosoma Greer, 1992

Statut de conservation UICN

 LC  : Préoccupation mineure
Concinnia sokosoma est une espèce de sauriens de la famille des Scincidae.

## Répartition
Cette espèce est endémique du Centre-Est du Queensland en Australie.

## Description
C'est un saurien vivipare.

## Étymologie
Le nom spécifique sokosoma vient du grec sokos, solide, epais, et de soma, le corps, en référence à l'aspect de ce saurien.

## Publication originale
- Greer, 1992 : Revision of the species previously associated with the Australian scincid lizard Eulamprus tenuis. Records of the Australian Museum, vol. 44, no 1, p. 7-19 (texte intégral).